# Liste des médaillés aux Jeux olympiques de la jeunesse d'été de 2014
Cet article liste les athlètes ayant remporté une médaille aux Jeux olympiques de la jeunesse d'été de 2014 à Nanjing (Chine).

## Athlétisme
| Épreuves          | Or                          | Argent                  | Bronze                 |
| ----------------- | --------------------------- | ----------------------- | ---------------------- |
| Hommes            |                             |                         |                        |
| 100 m             | Sydney Siame                | Kenta Oshima            | Trae Williams          |
| 200 m             | Noah Lyles                  | Baboloki Thebe          | Chun-Han Yang          |
| 400 m             | Martin Manley               | Karabo Sibanda          | Henri Delauze          |
| 800 m             | Myles Marshall              | Geofrey Balimumiti      | Bacha Morka Mulata     |
| 1 500 m           | Gilbert Kwemoi Soet         | Mulugeta Asefa Uma      | Mohamed Ismail Ibrahim |
| 3 000 m           | Yomif Kejelcha Atomsa       | Thierry Ndikumwenayo    | Moses Koech            |
| 10 000 m          | Minoru Onogawa              | Vladislav Saraikin      | Noel Ali Chama Almazan |
| 110 m haies       | Jaheel Hyde                 | Henrik Hannemann        | Gyeongtae Kim          |
| 400 m haies       | Zhihang Xu                  | Mohamed Fares Jlassi    | Victor Coroller        |
| 2 000 m steeple   | Wogene Sebisibe Sidamo      | Amos Kirui              | Hicham Chemlal         |
| 10 km marche      | Minoru Onogawa              | Vladislav Saraikin      | Noel Ali Chama Almazan |
| Saut en hauteur   | Dany Lysenko                | Yuji Hiramatsu          | Shemaiah James         |
| Saut à la perche  | Noel-Aman Del Cerro Vilalta | Vladimir Shcherbakov    | Muntadher Abdulwahid   |
| Saut en longueur  | Anatoly Ryapolov            | Obrien Wasome           | Peifeng Zhong          |
| Triple saut       | Miguel van Assen            | Tobia Bocchi            | Nazim Babayev          |
| Lancer du poids   | Konrad Bukowiecki           | Andrei Rares Toader     | Merten Howe            |
| Lancer du disque  | Yulong Cheng                | Clemens Pruffer         | Ruslan Valitov         |
| Lancer du marteau | Hlib Piskunov               | Bence Halasz            | Ahmed Youssef          |
| Lancer du javelot | Lukas Moutarde              | Alexandru Mihaita Novac | Mark Xaver Schmolcz    |

## Aviron
| Épreuves       | Or                                         | Argent                      | Bronze                           |
| -------------- | ------------------------------------------ | --------------------------- | -------------------------------- |
| Hommes         |                                            |                             |                                  |
| Skiff          | Tim Ole Naske                              | Boris Yotov                 | Dan de Groot                     |
| Deux de couple | Gheorghe Robert Dedu Ciprian Tudosa        | Miroslav Jech Lukas Helesic | Gokhan Guven Eren Can Aslan      |
| Femmes         |                                            |                             |                                  |
| Skiff          | Krystsina Staraselets                      | Athina Maria Angelopoulou   | Camille Juillet                  |
| Deux de couple | Cristina Georgiana Popescu Denisa Tilvescu | Yadan Luo Jie Pan           | Larissa Werbicki Caileigh Filmer |

## Badminton
| Épreuves | Or          | Argent          | Bronze                   |
| -------- | ----------- | --------------- | ------------------------ |
| Hommes   |             |                 |                          |
| Simple   | Yuqi Shi    | Guipu Lin       | Anthony Sinisuka Ginting |
| Femmes   |             |                 |                          |
| Simple   | Bingjiao He | Akane Yamaguchi | Busanan Ongbamrungpam    |

## Basket-ball 3x3
| Épreuves         | Or         | Argent   | Bronze    |
| ---------------- | ---------- | -------- | --------- |
| Tournoi masculin | Lituanie   | France   | Argentine |
| Tournoi féminin  | États-Unis | Pays-Bas | Espagne   |

## Équitation
| Épreuves                      | Or     | Argent          | Bronze           |
| ----------------------------- | ------ | --------------- | ---------------- |
| Saut d'obstacle international | Europe | Amérique du Sud | Amérique du Nord |

## Escrime
| Épreuves | Or                  | Argent              | Bronze          |
| -------- | ------------------- | ------------------- | --------------- |
| Hommes   |                     |                     |                 |
| Fleuret  | Andrzej Rzadkowski  | Chun Yin Ryan Choi  | Enguerand Roger |
| Sabre    | Ivan Ilin           | Dongju Kim          | Yinghui Yan     |
| Epée     | Patrik Esztergalyos | Linus Islas Flygare | Ivan Limarev    |
| Femmes   |                     |                     |                 |
| Fleuret  | Sabrina Massialas   | Karin Miyawaki      | Ali Huang       |
| Sabre    | Alina Moseyko       | Chiara Crovari      | Petra Zahonyi   |
| Epée     | Sinhee Lee          | Eleonora de Marchi  | Asa Linde       |

## Football
| Épreuves         | Or    | Argent       | Bronze  |
| ---------------- | ----- | ------------ | ------- |
| Tournoi masculin | Pérou | Corée du Sud | Islande |
| Tournoi féminin  | Chine | Venezuela    | Mexique |

## Golf
| Épreuves   | Or             | Argent         | Bronze           |
| ---------- | -------------- | -------------- | ---------------- |
| Hommes     |                |                |                  |
| Individuel | Renato Parator | Marcus Kinhult | Danthai Boonma   |
| Femmes     |                |                |                  |
| Individuel | Soyong Lee     | Ssu-Chia Cheng | Supamas Sangchan |

## Handball
| Épreuves         | Or           | Argent | Bronze  |
| ---------------- | ------------ | ------ | ------- |
| Tournoi masculin | Slovenie     | Égypte | Norvège |
| Tournoi féminin  | Corée du Sud | Russie | Suède   |

## Natation
| Épreuves         | Or                       | Argent                 | Bronze              |
| ---------------- | ------------------------ | ---------------------- | ------------------- |
| Hommes           |                          |                        |                     |
| 100 m nage libre | Matheus Paulo de Santana | Hexin Yu               | Damian Wierling     |
| 200 m nage libre | Nicolangelo di Fabio     | Kyle Stolk             | Damian Wierling     |
| 400 m nage libre | Mykhailo Romanchuk       | Marcelo Alberto Acosta | Henrik Christiansen |

## Rugby à Sept
| Épreuves | Or        | Argent    | Bronze |
| -------- | --------- | --------- | ------ |
| Hommes   | France    | Argentine | Fidji  |
| Femmes   | Australie | Canada    | Chine  |

## Taekwondo
| Épreuves | Or                            | Argent                    | Bronze                                 |
| -------- | ----------------------------- | ------------------------- | -------------------------------------- |
| Hommes   |                               |                           |                                        |
| -48 kg   | Mahdi Eshaghi                 | Chen-Yu Wang              | Daniel Chiovetta Stéphane Audibert     |
| -55 kg   | Yu-Jen Huang                  | Donghun Joo               | Si Mohamed Ketbi Jesus Tortosa Cabrera |
| -63 kg   | Edival Marques Quirino Pontes | Jose Ruben Nava Rodriguez | Nabil Ennadiri Christian McNeish       |
| -73 kg   | Sais Guliyev                  | Hamza Adnan Karim         | Seif Eissa Danial Salehimehr           |

## Tennis de Table
| Épreuves | Or           | Argent         | Bronze         |
| -------- | ------------ | -------------- | -------------- |
| Hommes   |              |                |                |
| Simple   | Fan Zhendong | Muramatsu Yuto | Calderano Hugo |
| Femmes   |              |                |                |
| Simple   | Liu Gaoyang  | Doo Hoi Kem    | Zhang Lily     |

## Triathlon
| Épreuves | Or              | Argent          | Bronze               |
| -------- | --------------- | --------------- | -------------------- |
| Hommes   | Ben Dijkstra    | Daniel Hoy      | Emil Deleuran Hansen |
| Femmes   | Brittany Dutton | Stephanie Jenks | Émilie Morier        |